# Göljåsjön
Göljåsjön är en sjö i Älvdalens kommun i Dalarna och ingår i Dalälvens huvudavrinningsområde. Sjön har en area på 0,129 kvadratkilometer och ligger 905,3 meter över havet. Sjön avvattnas av vattendraget Stora Göljån.

## Delavrinningsområde
Göljåsjön ingår i det delavrinningsområde (683252-134621) som SMHI kallar för Mynnar i Fulan. Medelhöjden är 845 meter över havet och ytan är 21,73 kvadratkilometer. Det finns inga avrinningsområden uppströms utan avrinningsområdet är högsta punkten. Stora Göljån som avvattnar avrinningsområdet har biflödesordning 4, vilket innebär att vattnet flödar genom totalt 4 vattendrag innan det når havet efter 510 kilometer. Avrinningsområdet består mestadels av skog (32 procent) och kalfjäll (67 procent). Avrinningsområdet har 0,13 kvadratkilometer vattenytor vilket ger det en sjöprocent på 0,6 procent.